# Joseph Park
Para el "hermano" de Abyss, más tarde presentado como la personalidad dividida de Abyss, ver Abyss (luchador).
Joseph Park (nacido en 1972) es un banquero de inversiones estadounidense de ascendencia coreana que fundó Kozmo.com en 1997. Es también el cofundador de Askville, que es propiedad de Amazon.com. A finales de junio de 2009, Park dejó Amazon para trabajar en Zondervan como presidente de BibleGateway.com, la cual Zondervan compró a Gospel Communications International en noviembre de 2008. 